# Columbia (Alabama)
Columbia è un comune degli Stati Uniti d'America situato nella contea di Houston dello Stato dell'Alabama.